# Rambo III
Rambo III là một bộ phim hành động - chiến tranh Mỹ năm 1988 do đạo diễn Peter MacDonald thực hiện, nó là phần tiếp theo của hai bộ phim First Blood và Rambo: First Blood Part II cũng như là phim thứ ba trong loạt phim Rambo. Nam diễn viên Sylvester Stallone tiếp tục vào vai chàng chiến binh John Rambo.
Phim này là sự xuất hiện cuối cùng của diễn viên Richard Crenna trong vai Đại tá Samuel Trautman trước khi ông qua đời vào năm 2003.

## Nội dung
Sau khi hoàn tất nhiệm vụ giải cứu tù binh Mỹ trong phần phim trước, John Rambo, do bị ám ảnh bởi chiến tranh, đã quyết định đến Thái Lan sống bằng việc bắt rắn và tham gia đấu võ đài. Thời gian này đang diễn ra cuộc Chiến tranh Afghanistan. Một hôm nọ, Rambo nghe tin người chỉ huy cũ của anh là Đại tá Samuel Trautman đến Afghanistan rồi bị quân đội Liên Xô bắt vì thấy ông tham gia quân du kích Mujahideen. Ngay lập tức, Rambo quyết định đến Afghanistan giải cứu Trautman đồng thời giúp những người du kích Mujahideen đánh trả quân đội Liên Xô.
Khi đến Afghanistan, Rambo được người đàn ông tên Mousa dẫn về ngôi làng Mujahideen. Đúng lúc đó có hai chiếc trực thăng Liên Xô bay đến bắn phá rồi giết nhiều người trong làng, Rambo dùng súng máy DShK gần đó bắn nổ một chiếc, còn chiếc còn lại bay đi mất. Tối hôm đó, Rambo cùng Mousa và cậu bé Hamid lẻn vào doanh trại Liên Xô để cứu Trautman nhưng không may bị lính canh phát hiện. Rambo bắn chết một số lính canh rồi bỏ chạy, anh bảo Mousa và Hamid về làng để một mình mình cứu Trautman.
Người đứng đầu trong doanh trại là Đại tá Zaysen. Sáng hôm sau, Rambo chờ Zaysen và binh lính ra khỏi doanh trại rồi chạy vào cứu Trautman cùng vài tù binh khác, anh cướp một chiếc trực thăng chở họ nhưng bị nhiều lính Liên Xô nã đạn lên. Chiếc trực thăng hỏng nặng rồi rơi xuống thung lũng, Rambo và Trautman đành phải đi bộ đến biên giới Pakistan sau khi bảo những người tù binh trốn về làng.
Khi thấy Rambo bắn nổ một chiếc trực thăng rồi chạy vào hang đá rộng lớn trên núi, Zaysen ra lệnh đội đặc nhiệm Spetsnaz đuổi theo, nhưng binh lính nào vào hang cũng đều bị Rambo dùng cung tên giết chết. Gần đến biên giới Pakistan, Rambo và Trautman nhìn thấy cả một đội quân Liên Xô đứng trước mặt, Zaysen lúc này đang điều khiển trực thăng Mi-24 yêu cầu hai người đầu hàng. Rambo và Trautman tưởng họ sẽ chết nhưng bất ngờ từ xa hàng chục quân du kích Mujahideen cưỡi ngựa chạy ra tấn công quân Liên Xô, trong đó có Mousa và Hamid. Trong lúc hai phe đang giao chiến ác liệt, Rambo cướp một chiếc xe tăng T-72 phá hủy máy bay trực thăng của Zaysen. Kết thúc trận chiến, toàn bộ binh lính Liên Xô đều bị tiêu diệt. Rambo và Trautman tạm biệt những người du kích khi họ chuẩn bị về nhà.

## Diễn viên
- Sylvester Stallone vai John Rambo
- Richard Crenna vai Đại tá Samuel Trautman
- Kurtwood Smith vai Robert Griggs
- Marc de Jonge vai Đại tá Zaysen
- Sasson Gabai vai Mousa
- Doudi Shoua vai Hamid
- Spiros Focás vai Masoud
- Randy Raney vai Kourov
- Marcus Gilbert vai Tomask
- Alon Aboutboul vai Nissem
- Mahmoud Assadollahi vai Rahim
- Joseph Shiloach vai Khalid

## Đánh giá
Bộ phim có nhiều tình tiết khá cường điệu (như việc Rambo dùng cung tên bắn nổ trực thăng, quân du kích cưỡi ngựa mà vẫn thắng được xe tăng, hoặc trường đoạn Rambo xách súng máy chạy băng qua doanh trại mà không cần ẩn nấp, xả súng trực diện hạ hàng chục lính đối phương mà không hề hấn gì). Mặt khác, nội dung phim bị cho là mang nặng tính tuyên truyền chính trị khi khắc họa quân đội Liên Xô khá "xấu xa và hung bạo".
Do có nhiều tình tiết phi lý và cường điệu quá mức nên phim "giành được" tới 5 đề cử Mâm xôi vàng, và "thắng" 1 giải. Với vai diễn Rambo trong phần này, diễn viên Sylvester Stallone bị trao một Mâm xôi vàng cho vai nam chính tệ nhất. 
- Giải Mâm xôi vàng cho diễn viên nam chính tồi nhất: Sylvester Stallone (Đoạt giải)
- Giải Mâm xôi vàng cho diễn viên nam phụ tồi nhất: Richard Crenna (Đề cử)
- Giải Mâm xôi vàng cho hình ảnh tồi nhất: Mario Kassar, Buzz Feitshans và Andrew G. Vajna (Đề cử)
- Giải Mâm xôi vàng cho kịch bản tồi nhất: Sylvester Stallone và Sheldon Lettich (Đề cử)
- Giải Mâm xôi vàng cho đạo diễn tồi nhất: Peter MacDonald (Đề cử)